# Anthi Karagianni
Anthi Karagianni es una deportista griega que compitió en atletismo adaptado. Ganó cinco medallas en los Juegos Paralímpicos de Verano entre los años 2004 y 2012.

## Palmarés internacional
| Juegos Paralímpicos | Juegos Paralímpicos   | Juegos Paralímpicos | Juegos Paralímpicos   |
| Año                 | Lugar                 | Medalla             | Prueba                |
| ------------------- | --------------------- | ------------------- | --------------------- |
| 2004                | Atenas (Grecia)       | Medalla de plata    | 100 m T13             |
| 2004                | Atenas (Grecia)       | Medalla de plata    | 400 m T13             |
| 2004                | Atenas (Grecia)       | Medalla de plata    | Salto de longitud F13 |
| 2008                | Pekín (China)         | Medalla de plata    | Salto de longitud F13 |
| 2012                | Londres (Reino Unido) | Medalla de bronce   | Salto de longitud F13 |